# Пемагацел (дзонгхаг)
Пемагацел (дзонг-кэ པད་མ་དགའ་ཚལ་རྫོང་ཁག་, вайли Pad-ma Dgaa-tshal rdzong-khag;англ. Pema Gatshel) — дзонгхаг в Бутане, относится к восточному дзонгдэю. Административный центр — Пемагацел.

## Административное деление
В состав дзонгхага входят 11 гевогов:
- Деченлинг[англ.]
- Дунгмаед
- Зобел
- Кхар
- Нанонг[англ.]
- Норбуганг[англ.]
- Чхимунг
- Чокхорлинг[англ.]
- Чонгшинг
- Шумар[англ.]
- Юрунг

## Достопримечательности
- Пемагацел-дзонг
- Йонгла-гомпа (англ. Yongla Goemba)
- Кхери-гомпа (англ. Kheri Goemba)
- Лектири-гомпа (англ. Lektiri Goemba)